# Nicolás Carreras
Nicolás Carreras (n. España; 1915 - f. Buenos Aires, Argentina; 12 de septiembre de 1993) fue un productor televisivo, fílmico y teatral español que hizo su carrera en Argentina.

## Carrera
Hijo de la actriz hispano-argentina María Luisa Santés y del actor español Nicolás Carreras. "El Zorro" como muchos lo apodaban, fue un importante productor con una amplia trayectoria en el medio cinematográfico donde se desempeñó entre otras cosas como productor asociado, productor ejecutiva, Director de producción y en postproducción. Muchos de esos films estuvieron interpretados por primeras figuras de la escena nacional como Alberto Olmedo, Jorge Porcel, Lolita Torres, Analía Gadé, Leonor Rinaldi, Amelita Vargas, Alfredo Barbieri, entre otras.
Junto con Luis Carreras, en junio de 1949 creó la Productora y Distribuidora cinematográfica General Belgrano que produjo decenas de exitosas películas. En algunas de sus producciones, Argentina Sonó Film aportó estudios, parte del equipo técnico, obreros y decorado. En 1981 el empresario Fernando Ayala lo integra como socio capitalista junto con Luis Osvaldo Repetto a la productora "Aries Cinematográfica Argentina S. A."
En teatro se dedicó especialmente a producir teatro de revista. También formó parte de la Asociación de Promotores Teatrales.

## Filmografía
- 1949: Con los mismos colores
- 1951: Ritmo, sal y pimienta
- 1951: El mucamo de la niña
- 1953: La mano que aprieta
- 1953: Los tres mosquiteros
- 1954: Siete gritos en el mar
- 1954: El fantasma de la opereta
- 1955: La cigüeña dijo ¡Sí!
- 1956: Cubitos de hielo
- 1956: Edad difícil
- 1956: El protegido
- 1956: Pecadora
- 1959: Punto y banca (como productor ejecutivo)
- 1960: Obras maestras del terror (como productor ejecutivo)
- 1962: El noveno mandamiento
- 1962: Hombres y mujeres de blanco (como productor ejecutivo)
- 1962: Los viciosos (como director de producción)
- 1963: Placeres conyugales
- 1963  El sexto sentido
- 1964: Ritmo nuevo, vieja ola
- 1968: El novicio rebelde
- 1971: El veraneo de los Campanelli
- 1975: Mi novia el...
- 1977: Basta de mujeres
- 1979: Expertos en pinchazos
- 1979: El rey de los exhortos
- 1980: Así no hay cama que aguante
- 1981: Un terceto peculiar
- 1981: Te rompo el rating
- 1982: Últimos días de la víctima (como productor asociado)
- 1982: Los fierecillos indomables
- 1982: Los fierecillos se divierten[4]

## Televisión
- 1960: El capitán Piluso.
- 1973 y 1975: Porcelandia.
- 1981: Las comedias de Mercedes Carreras.[5]
- 1984: Las mil y una de Sapag.
- 1981/1987: No toca botón.[6]

## Teatro
- Prohibida (1983), con Alberto Olmedo, Jorge Porcel y Patricia Dal.
- Vuelven los guapos (1984), con Olmedo, Porcel, Emilio Vidal y Naanim Timoyko.
- El búho y la gatita (1988), Teatro Regina, con Héctor Alterio y Georgina Barbarrossa.[7]
- El último virrey (1993)

## Vida privada
Su hermano menor fue el aclamado director Enrique Carreras y Luis, su cuñada la primera actriz Mercedes Carreras, y sus sobrinas María, Marisa y Victoria Carreras.
Sus hijos, "Chino" y "Roby", heredaron su vocación como productor y promotor teatral.